# Episodi di Mr. Robot (terza stagione)
La terza stagione della serie televisiva Mr. Robot, composta da 10 episodi, è in trasmissione in prima visione assoluta negli Stati Uniti dall'11 ottobre 2017 al 13 dicembre 2017.
In Italia la stagione è stata trasmessa in prima visione dal 7 febbraio 2018
su Premium Stories e dal 30 marzo 2018 è disponibile sul servizio on demand Infinity TV.
Gli ultimi due episodi sono stati resi disponibili su Infinity TV ancor prima che su Premium Stories. In chiaro è stata trasmessa dal 14 al 20 novembre 2018 su Italia 2.
I titoli originali degli episodi della terza stagione non sono scritti in leet come nelle precedenti stagioni, e ciascuno termina stavolta con un'estensione che può corrispondere a librerie, file di sistema, parti di file rar, ad eccezione dell'episodio 9, che termina in estensione torrent, e del titolo del decimo episodio che invece corrisponde al comando "shutdown -r" utilizzato per riavviare i sistemi operativi Microsoft Windows e Linux.
| n° | Titolo originale          | Titolo italiano               | Prima TV USA     | Pubblicazione Italia |
| -- | ------------------------- | ----------------------------- | ---------------- | -------------------- |
| 1  | eps3.0_power-saver-mode.h | Modalità risparmio energetico | 11 ottobre 2017  | 31 gennaio 2018      |
| 2  | eps3.1_undo.gz            | Annulla                       | 18 ottobre 2017  | 14 febbraio 2018     |
| 3  | eps3.2_legacy.so          | Eredità                       | 25 ottobre 2017  | 21 febbraio 2018     |
| 4  | eps3.3_metadata.par2      | Metadati                      | 1º novembre 2017 | 28 febbraio 2018     |
| 5  | eps3.4_runtime-error.r00  | Errore di runtime             | 8 novembre 2017  | 7 marzo 2018         |
| 6  | eps3.5_kill-process.inc   | Punto Critico                 | 15 novembre 2017 | 14 marzo 2018        |
| 7  | eps3.6_fredrick+tanya.chk | Capri espiatori               | 22 novembre 2017 | 21 marzo 2018        |
| 8  | eps3.7_dont-delete-me.ko  | Non cancellarmi               | 29 novembre 2017 | 28 marzo 2018        |
| 9  | eps3.8_stage3.torrent     | Fase 3                        | 6 dicembre 2017  | 4 aprile 2018        |
| 10 | shutdown -r               | shutdown -r                   | 13 dicembre 2017 | 4 aprile 2018        |

## Modalità risparmio energetico
- Titolo originale: eps3.0_power-saver-mode.h
- Diretto da: Sam Esmail
- Scritto da: Sam Esmail

### Trama
Elliot è ferito e incosciente, a seguito del colpo di pistola sparatogli da Tyrell; quest'ultimo intanto è atterrito dalla possibilità che il ragazzo stia per morire e chiede aiuto a Irving (venditore di auto usate e agente della Dark Army), che lo fa immediatamente operare.
Intanto Whiterose, parlando con il suo assistente Grant, sottolinea quanto sia importante il ruolo di Elliot e dice che alla fine anche lui morirà per loro, così come era stato per suo padre.
Elliot si risveglia dopo una settimana a casa di Angela, dove era stato trasportato da Tyrell mentre era ancora incosciente. Deciso a fermare la fase 2 (ovvero il piano per distruggere le copie cartacee della Evil Corp), prende il telefono per avvertire la polizia, ma Angela lo ferma dicendo che se lo farà lei verrà uccisa. Allora torna nel suo appartamento, dove trova Darlene che gli racconta della morte di Cisco e del fatto che l'FBI sia a conoscenza delle mosse dell'fsociety. Elliot le dice che è necessario fermare la fase 2, perché in caso contrario moriranno molte persone, ma a causa di un black-out non è possibile connettersi in rete. Darlene allora lo conduce in un luogo con un accesso a internet, dove Elliot inizia a inviare i comandi per bloccare la fase 2, ma viene fermato da due uomini della Dark Army. Darlene ed Elliot vengono poi raggiunti da Irving, al quale Elliot dice di voler annullare la fase 2; l'uomo apparentemente accetta la sua decisione e se ne va senza discutere. Elliot è tormentato dai sensi di colpa, perché è ormai convinto che la rivoluzione che ha messo in atto abbia fatto più male che bene, e che in realtà abbia solo danneggiato le persone che avrebbe voluto aiutare. Così si reca da Angela e le chiede di farlo assumere alla Evil Corp, così da poter rimettere tutto a posto agendo dall'interno; le chiede inoltre di tenerlo d'occhio e controllarlo nel caso assuma l'identità di Mr. Robot. La ragazza accetta, ed Elliot tenta di baciarla, ma lei lo respinge. Durante la notte Elliot, che è rimasto a dormire da Angela, si sveglia con l'identità di Mr. Robot: a quel punto però diventa chiaro che Angela è in realtà complice del suo alter ego. I due si recano da Irving, al quale Angela, nascondendo la doppia identità di Elliot, dice che il ragazzo era stato temporaneamente confuso a causa dei giorni passati in stato di incoscienza, ma che adesso sta bene ed è pronto a procedere con la fase 2. Mr. Robot e Tyrell si mettono quindi di nuovo al lavoro.
Nella scena finale, Angela dice a Mr. Robot di credere nel piano di Whiterose e di voler, tramite esso, vendicare la morte della madre e cambiare il mondo.

## Annulla
- Titolo originale: eps3.1_undo.gz
- Diretto da: Sam Esmail
- Scritto da: Sam Esmail

### Trama
Elliot viene assunto alla Evil Corp e prova a convincere i dirigenti a ripristinare il vecchio database digitale. Non trovando sostegno nei suoi diretti superiori, si adopera affinché vengano arrestati dall'FBI per le loro attività illegali, risalendo la catena di comando fino a qualcuno che gli presti il dovuto ascolto. La psicologa di Elliot vorrebbe scavare più a fondo nel suo passato e chiede di poter parlare con Mr. Robot. Elliot accetta di farsi ipnotizzare, resuscitando il suo alter ego che intima la dottoressa di riportare Elliot sulla vecchia strada. Joanna appare in televisione, rilanciando le accuse verso Scott Knowles per l'omicidio di Sharon. Mentre sta rientrando a casa, Joanna e il suo autista si accorgono di essere seguiti da Derek, il quale non si arrende alla fine della sua storia con Joanna e non accetta di essere stato usato per riabilitare l'immagine di Tyrell. Vedendosi respinto, Derek estrae una pistola e ferisce prima l'autista di Joanna, poi uccide Joanna stessa.
La Fsociety diffonde un video in cui annuncia un secondo attacco, ancora più duro rispetto a quello del 9 maggio. Dominique, incaricata assieme alla sua squadra di ritrovare Tyrell, chiede conto a Darlene di chi può aver postato il video sul loro vecchio account. Dominique, ricordando a Darlene che ha accettato di collaborare in cambio della libertà, le fa ascoltare la telefonata tra Tyrell ed Elliot quando il ragazzo si trovava in carcere, dimostrando che suo fratello ha contatti con il loro ricercato. Price critica la Cina per aver rifiutato di adottare gli E-coins, accusandola di voler avviare una guerra commerciale che vanificherebbe ogni tentativo di arrestare la tempesta finanziaria globale. Whiterose ammonisce Price su Angela, rivelandogli che la sua dipendente ha preso parte all'hackeraggio dell'FBI. Whiterose intende avviare la fase 2 il giorno in cui alle Nazioni Unite si voterà l'annessione del Congo alla Cina.
Elliot spedisce un messaggio a Darlene, senza sapere che è stato intercettato da Dominique. Decrittandolo, l'agente si accorge però che Elliot si rivolge direttamente a loro, avendo quindi scoperto che la sorella è in combutta con i federali.

## Eredità
- Titolo originale: eps3.2_legacy.so
- Diretto da: Sam Esmail
- Scritto da: Sam Esmail

### Trama
La notte in cui Elliot ha lanciato l'attacco informatico alla E-Corp, assumendo l'identità di Mr. Robot ha sparato un colpo di pistola contro Tyrell. L'arma si è inceppata, dando a Tyrell la prova che il rapporto tra loro due è indissolubile. Mr. Robot ha annunciato la preparazione della Fase 2, consegnando la pistola a Tyrell con l'ordine di sparare a chiunque avrebbe intralciato i loro piani. Dopodiché è entrato in scena Irving, annunciando che Gideon Goddard ha appena denunciato Tyrell per la chiusura dell'honeypot, rendendolo il primo sospettato dell'hacking. Whiterose ha ordinato di mettere sotto protezione Tyrell, decidendo poi di appoggiare la candidatura di Donald Trump alla presidenza degli Stati Uniti.
Irving conduce Tyrell in un luogo segreto, completamente isolato in un bosco di sua proprietà, dove è sottoposto a un duro interrogatorio in cui ammette i propri scheletri nell'armadio. Tyrell è incaricato di lanciare la Fase 2, dando vita all'operazione "carriola rossa". Mentre Elliot sconta la sua detenzione in carcere, Tyrell lavora alacramente alla Fase 2 e intanto osserva Joanna andare avanti senza di lui. Decide quindi di fuggire, finendo arrestato da un poliziotto locale che viene poi ucciso da un sicario, che si rivela essere il capo della divisione FBI di Dom Santiago, mandato da Irving per riportare Tyrell al rifugio. Tyrell spiega a Irving che la missione potrà riuscire soltanto quando lui ed Elliot potranno ricongiungersi. Una volta che Elliot è uscito di prigione, Tyrell viene riportato in città e condotto al luogo del loro incontro. Tyrell, ripulitosi e indossati nuovamente abiti di alta sartoria, raggiunge il taxi giallo su cui è appena salito Elliot.
Dopo la sparatoria, Elliot è operato direttamente sul posto e dal letto osserva Tyrell con lo sguardo di Mr. Robot.

## Metadati
- Titolo originale: eps3.3_metadata.par2
- Diretto da: Sam Esmail
- Scritto da: Sam Esmail

### Trama
Elliot si introduce nel nuovo appartamento di Darlene, accusandola di averlo hackerato ed essere passata dalla parte avversaria. Elliot afferma di non aver completamente abbandonato il piano originario di far saltare in aria il deposito della E-Corp. Irving comunica ad Angela che la Fase 2 avrà luogo tra dieci giorni, il 29 settembre. L'FBI arriva a Sasan Nouri, l'uomo accusato di aver postato l'ultimo video della Fsociety. Dom resta convinta che dietro all'attacco ci sia la Dark Army, dubitando che Nouri sia il vero responsabile.
Angela scopre che Elliot ha dirottato le spedizioni della E-Corp in tutti gli Stati Uniti, anziché farle convergere verso il deposito centrale. Tyrell va su tutte le furie, accusando Angela di non averlo sorvegliato a sufficienza. Angela elabora un piano alternativo, utilizzando la logistica della E-Corp per riportare gli incartamenti al deposito. Tyrell minaccia Mr. Robot di assumere il controllo dell'operazione, poiché le iniziative diurne di Elliot la stanno mandando a monte. Angela estrae un siero per addormentare Elliot non appena assume la sua identità "normale". Darlene annuncia a Dom di avere una pista promettente per arrivare a Tyrell, però non vuole essere controllata dai federali.
Tyrell esige da Irving, una volta che avrà lanciato il secondo attacco, di poter espatriare in Ucraina assieme a Joanna e al figlio. Angela chiede a Price di licenziare Elliot dalla E-Corp, rifiutandosi di fornire motivazioni. Darlene lascia nell'appartamento di Elliot una fotografia di loro due da piccoli assieme al padre.

## Errore di runtime
- Titolo originale: eps3.4_runtime-error.r00
- Diretto da: Sam Esmail
- Scritto da: Sam Esmail

### Trama
È il giorno del voto alle Nazioni Unite, lo stesso in cui scatterà la Fase 2. Arrivato alla postazione di lavoro, senza memoria sugli eventi degli ultimi quattro giorni, Elliot scopre che il suo account di dipendente è bloccato. Mentre è in fuga dalla sicurezza, una superiore lo informa che il suo piano di digitalizzazione dell'archivio è stato approvato. Accedendo al computer di un collega, scopre che l'attacco al centro di ripristino della E-Corp è regolarmente programmato. Scortato all'uscita, Elliot telefona al centro di ripristino per lanciare l'allarme e far abbandonare l'edificio. Darlene gli confessa di essere in combutta con l'FBI, riferendogli dell'incontro notturno avuto con Angela. Elliot inizia a ricordare del momento in cui si è risvegliato nel covo di Tyrell.
I manifestanti asserragliati all'esterno della E-Corp, grazie all'intervento di alcuni uomini incappucciati della Dark Army, riescono a entrare nel palazzo. Irving telefona ad Angela, informandola che le proteste sono un diversivo, e la incarica di far avere a Elliot un badge speciale per accedere all'HSM (Hardware security module). In quello stesso momento le Nazioni Unite approvano la risoluzione di annessione del Congo alla Cina, provocando un blackout. Angela viene sorpresa da un addetto alla sicurezza in possesso del badge speciale di Elliot, del quale aveva detto essere un sottoposto. Dopo che l'uomo è ucciso da un gruppo di manifestanti, Angela scappa nella stanza HSM e completa l'operazione spettante a Elliot di copiare dati fondamentali per l'attacco. Indossando la felpa e la maschera di uno dei manifestanti, Angela consegna i dati a un agente della Dark Army.
Angela incontra Elliot, il quale vuole sapere cosa sta succedendo.

## Punto Critico
- Titolo originale: eps3.5_kill-process.inc
- Diretto da: Sam Esmail
- Scritto da: Sam Esmail

### Trama
Alla domanda di Elliot, Angela ripensa a quando da bambina Mr. Robot la spinse a intraprendere la causa per vendicare lui, sua madre e tutte le vittime della E-Corp. Elliot telefona a Darlene, annunciando che intende andare da Tyrell e farla finita. L'FBI riesce a identificare il luogo in cui si trova Tyrell, nelle vicinanze del ristorante "La carriola rossa", però Santiago non autorizza l'intervento della squadra speciale fino a quando non avranno la certezza che l'uomo sia effettivamente lì. Santiago, una volta che Dom e il collega sono usciti dalla stanza, scrive a Irving per comunicare che Tyrell è bruciato e serve protezione. Whiterose assicura a Price che la Cina approverà l'accordo economico sugli E-coins entro la giornata.
Elliot si reca al deposito centrale, dove gli artificieri non hanno trovato alcun ordigno e autorizzano il rientro dei lavoratori in sede. Elliot si appresta a lanciare il ripristino del sistema, quando si ritrova catapultato su un taxi. Ogni volta che torna al computer, Elliot è allontanato da Mr. Robot che vuole impedirgli di scongiurare l'attacco. Irving comunica a Tyrell che i piani sull'Ucraina sono cambiati. L'uomo provoca un incendio che raggiunge il retrobottega de "La carriola rossa", dove Dom si è recata per indagare. In questo modo l'agente scopre il covo della DarkArmy. Darlene accusa Angela di aver rubato il piano alla Fsociety ed è pronta a denunciarla. Tyrell esce allo scoperto, facendosi arrestare.
Elliot comunica con Mr. Robot, facendosi aprire la porta dell'archivio per attivare l'impianto di congelamento e inibire ogni possibile scintilla. Impedito il compiersi della Fase 2, Elliot prova il disorientamento di chi non sa più da che parte deve stare. Purtroppo la DarkArmy aveva in qualche modo previsto il suo atto di sabotaggio, infatti giunge la notizia che sono esplosi 71 depositi della E-Corp in tutti gli Stati Uniti, il più grande attacco terroristico dopo l'11 settembre.

## Capri espiatori
- Titolo originale: eps3.6_fredrick+tanya.chk
- Diretto da: Sam Esmail
- Scritto da: Sam Esmail

### Trama
Elliot si precipita dalla psicologa e, assumendo l'identità di Mr. Robot, confessa di essere l'artefice del 9 maggio. L'avvocato di Tyrell accusa Dom e Santiago di non avere prove per accusarlo degli attentati. Santiago vuole insabbiare la vicenda, facendo credere al direttore dell'FBI e al presidente Obama di avere la situazione sotto controllo e che non ci saranno ulteriori attacchi. Santiago comunica a Tyrell che Joanna è morta, uccisa dal suo amante, mentre il figlio è in casa famiglia. Leon porta Mobley e Trenton nel deserto, dove inizia a scavare la fossa in cui seppellire il cadavere del coinquilino di Mobley, precedentemente sgozzato da Leon. Trenton riesce a liberarsi delle manette, ma non è capace di guidare la Cadillac che si infrange addosso a un masso. Angela osserva con ossessiva ripetizione le immagini dei palazzi abbattuti dall'esplosione, non capacitandosi del fatto che le vittime sono migliaia al contrario di ciò che le era stato detto cioè che non ve ne sarebbero state.
Il governo cinese ha approvato l'adozione degli E-coins. WhiteRose rimprovera Price di non aver vigilato su Angela, costringendolo a intervenire per non interferire sul trasferimento dell'impianto in Congo. Mr. Robot si reca nell'autorimessa di Irving per chiedere spiegazioni sugli attacchi. Irving scarica la colpa sulle ricche élite, le quali continuano a festeggiare nonostante le migliaia di vittime causate dagli attentati. Leon consegna Mobley e Trenton alla DarkArmy, il cui piano prevede di lanciare un malware per colpire i sistemi informatici dei principali aeroporti e causare incidenti aerei. Tyrell ha fatto i nomi di Mobley e Trenton come responsabili degli attacchi e l'FBI fa irruzione nel loro appartamento. Dentro una stanza sono rinvenuti i cadaveri di Mobley e Trenton, fatti uccidere dalla Dark Army che ne ha simulato il suicidio, una bandiera iraniana e la maschera di Fawkes con tanto di apparecchiatura per girare i filmati.
Mentre Santiago festeggia quella che crede essere una vittoria, Dom è invece convinta che la minaccia di nuovi attacchi resti piuttosto concreta. La detective appiccica alla lavagna della sala operativa un foglietto con il nome di WhiteRose come principale sospettato.

## Non cancellarmi
- Titolo originale: eps3.7_dont-delete-me.ko
- Diretto da: Sam Esmail
- Scritto da: Sam Esmail

### Trama
Il piccolo Elliot è stato portato al cinema da suo padre. Elliot però non vuole guardare nessun film, accusandolo di nascondere gli evidenti sintomi della sua malattia. Quando suo padre sviene, Elliot indossa la sua giacca ed entra al cinema a guardare il film di Mr. Robot.
Nel presente Elliot cancella ogni informazione su Mobley e Trenton. Darlene lo sprona a non incolparsi per gli attentati, ma Elliot è deciso nel volersi sbarazzare della presenza di Mr. Robot una volta per tutte. A tal fine fa bruciare la giacca di suo padre e acquista una dose letale di morfina. Prima di attuare il suo piano, Elliot incontra i familiari di Mobley e Trenton per offrire i suoi rispetti. Mentre il fratello di Mobley è adirato per la cattiva pubblicità causata alla sua carriera, il padre di Trenton lo ringrazia per le belle parole spese per la figlia. Elliot è sulla spiaggia di Coney Island, pronto ad assumere la morfina, quando viene raggiunto da Mohammad, il fratellino minore di Trenton. Elliot lo riaccompagna a casa, dove trovano la porta chiusa e Mohammad esprime il desiderio di andare al cinema per la prima volta. Elliot sceglie di vedere Ritorno al futuro 2, ma durante la proiezione Mohammad sparisce per rifugiarsi in una moschea. Tornati nuovamente a casa, Mohammad apre la porta con la chiave che ha sempre avuto e, scusandosi con Elliot di avergli fatto perdere tempo e ingannato solo per andare al cinema, gli chiede di rivedersi. Elliot passa dal fratello di Mobley, obbligandolo a organizzargli un funerale e consegnandogli la morfina presa dallo spacciatore, peraltro un suo cliente.
Elliot bussa alla porta di Angela, chiedendole se si ricorda "Il gioco dei desideri" che facevano da piccoli. Benché avessero aspirazioni diverse, entrambi sognavano di scappare dall'infausto destino delle loro famiglie per poter stare meglio. Davanti alla porta di casa Elliot ritrova la giacca di Mr. Robot, segno che il passato non si può rimuovere mai del tutto. Elliot ripristina i file precedentemente eliminati, trovando una mail che Trenton aveva inviato prima di morire in cui scrive di conoscere un modo per annullare l'hacking del 9 maggio.

## Fase 3
- Titolo originale: eps3.8_stage3.torrent
- Diretto da: Sam Esmail
- Scritto da: Sam Esmail

### Trama
Mentre viene accompagnato a casa, Tyrell ripensa al giorno in cui si recò assieme a Terry Colby e Phillip Price a incontrare Giddeon Goddard per valutare la candidatura della AllSafe come operativo per la sicurezza della E-Corp. Dopo aver visto per la prima volta Angela, Price decise di firmare il contratto con la AllSafe che avrebbe innescato tutti gli eventi successivi.
Tyrell incolpa Mr. Robot della morte di Johanna, non essendosi attenuto alla sua parte del piano. La loro zuffa è interrotta da Price, il quale annuncia a Tyrell che è stato nominato nuovo CTO della E-Corp. Lo stesso Price ammette che si tratta di un mero ruolo di rappresentanza, utile a salvaguardare la reputazione della società. Mr. Robot invita Tyrell a guardare il lato positivo, dato che il nuovo incarico gli permetterà di poter lavorare dall'interno e cercare il punto debole della E-Corp. Tornato nel suo appartamento, prima di riassumere l'identità di Elliot, Mr. Robot lascia scritto sul vetro del bagno che la DarkArmy ha un infiltrato dentro l'FBI.
Elliot mette Darlene al corrente delle scoperte di Trenton: Romero aveva salvato le chiavi per decrittare i dati della E-Corp, ripristinare la situazione antistante il 9 maggio e annullare di fatto la rivoluzione. Queste chiavi si trovano adesso su Sentinel, il sistema di stoccaggio delle prove dell'FBI. Darlene corteggia Dom, facendosi accompagnare a casa sua e dichiarandole il proprio amore. Dom sorprende Darlene intenta ad aprire la cassaforte in cui è contenuto il suo badge. Darlene rivela a Dom e Santiago delle chiavi su Sentinel. Santiago però non intende procedere, adducendo la scusa che Dom ha avuto rapporti intimi con una fonte. Elliot chiede a Irving di fissargli un incontro con WhiteRose, preannunciandogli il lancio di una fantomatica Fase 3. Quando trova Leon nell'appartamento di Elliot, Angela perde la fiducia nell'amico e si convince che non vuole più vendicare la morte dei loro genitori. Leon porta Elliot da Grant, con il risultato di farsi scannerizzare il computer e ottenere l'accesso al server della DarkArmy. WhiteRose, avendo intuito che l'obiettivo della Fase 3 è proprio la DarkArmy, ordina l'uccisione di Elliot.

## shutdown -r
- Titolo originale: shutdown -r
- Diretto da: Sam Esmail
- Scritto da: Sam Esmail

### Trama
Santiago porta via Darlene dalla sala interrogatori, mettendo k.o. Dom che aveva tentato di fermarlo. Sfuggito all'irruzione della Dark Army nel suo appartamento, Elliot consulta Mr. Robot per avere una traccia da seguire che lo conduca alla sorella. Alla ricerca di indizi sulla talpa dell'FBI, Elliot è raggiunto da Irving che gli suggerisce di abbandonare ogni piano per provare a fermare l'inevitabile e di seguirlo. Elliot è condotto al rifugio segreto della DarkArmy, dove Darlene e Dom sono tenute prigioniere nel granaio sotto la sorveglianza di Santiago e Leon. Angela incontra Price che le confessa di essere suo padre, avendo cercato di tenerla a bada per evitare che proseguisse la sua battaglia contro le centrali inquinanti. Angela si sente responsabile di tutto il caos generato dalla sua sete di vendetta.
Irving e Santiago prelevano Dom, portandola al ceppo del taglialegna. Irving sembra intenzionato a decapitare con l'ascia Dom, invece colpisce Santiago e lo uccide in maniera cruenta. Irving ha infatti deciso di cambiare strategia ed eliminare Santiago affinché Dom prenda il suo posto nell'FBI, diventando una pedina della DarkArmy. Grant giunge al granaio per regolare i conti con la Fsociety. Elliot afferma che non esiste alcuna Fase 3 e dichiara di avere in pugno tutte le attività della DarkArmy, sostenendo di essere in grado di trasferire i loro progetti in Congo. Grant non si lascia impressionare e ordina a Leon di finire Darlene, ma il ragazzo rivolge la pistola contro le guardie della DarkArmy e le uccide. WhiteRose telefona all'affranto Grant per comunicargli che il suo intento è servirsi delle competenze di Elliot, capace di realizzare in poco tempo quello che i suoi uomini hanno impiegato mesi ad attuare. A Grant non resta altro da fare che suicidarsi e Leon ordina a Elliot di onorare il suo debito, sbloccando il trasferimento delle risorse della Dark Army in Congo. Dom accede a Sentinel per lasciare che Elliot prelevi le chiavi di Romero, poi inveisce contro Darlene per averle rovinato la vita e le augura che i rimorsi la attanaglino per sempre.
Tornando a casa in metropolitana, Darlene rivela a Elliot che è stato lui stesso a buttarsi dalla finestra e non suo padre come ha sempre detto. Scioccato per la scoperta, Elliot resta sul convoglio e scende alla fermata successiva per parlare con Mr. Robot. Costui afferma che non è stato Romero, bensì lui a esportare le chiavi in una macchina virtuale remota collegata al computer domestico di Elliot e successivamente trasferite su un disco. Rientrato nel suo appartamento, Elliot rigenera le chiavi e decripta i dati della E-Corp, cancellando l'attacco del 9 maggio. Darlene fa la conoscenza di Fernando Vera, il vecchio spacciatore di Shayla, tornato a casa dopo un lungo viaggio.